# Grinding Gear Games
Grinding Gear Games (скорочено GGG) — новозеландська компанія-розробник відеоігор, відома насамперед серією ігор у жанрі Action RPG — Path of Exile. З травня 2018 року компанія належить китайській технологічній корпорації Tencent.

## Історія
Кріс Вілсон, Джонатан Роджерс та Ерік Олофссон заснували Grinding Gear Games у 2006 році в місті Окленд, Нова Зеландія.
1 вересня 2010 року Після кількох років розробки GGG анонсувала гру — Path of Exile в жанрі ARPG.
В червні 2010 року відбулось альфа-тестування гри. В серпні 2011 року GGG провили закритий бета-тест версії 0.9.0. 
У 23 січня 2013 року розробники відкрили публічне бета-тестування версії 0.10.0, до якого могли приєднатись всі хто придбав гру, до події приєднались більше ніж 46 000 гравців, що позволило зібрати понад 245 000 доларів, які пішли на подальший розвиток гри, на цей момент в компанії працювало менше 25 осіб.
23 жовтня 2013 року GGG виклали велике оновлення до Path of Exile під номером 1.0.0 та офіційно обьявили про випуску гри в одночас з цим гра стала доступною через платформу Steam. З цього моменту студія активно розвиває гру, додавая нові механніки, покрашення, зміни балансу, та виправлиння багів.
У 2017 році, з релізом версії 3.0.0, завдяки підтримці Tencent, гра стала доступною на території Китаю (за винятком Гонконгу та Макао).
У 2018 році компанія Tencent придбала 86,67 % акцій Grinding Gear Games, ставши мажоритарним акціонером. Решта 13,33 % залишилася у власності трьох співзасновників, двоє з яких увійшли до ради директорів разом із трьома представниками Tencent, призначеними у квітні 2018 року.
В листопаді 2019 року під під час конференції ExileCon розробники оголосили що почали працювати над масштабним оновленням для Path of Exile., згодом у 2023 році на ExileCon - Path of Exile 2 офіційно анонсували як окрему гру..
15 листпаду 2019 року GGG анонсували Path of Exile Mobile, гру приквел до основної частини
У березні 2024 року Tencent викупила решту кількість акції у трьох співзасновників, отримавши повний контроль над компанією.
6 грудня 2024 року Grinding Gear Games випустила Path of Exile 2 у відкритому бета-тесті, до якого як і до першої гри можна приєднатись придбавши один з Supporter Pack, яких придбали що найменше більше одного мільйона гравців по всьому світу.
21 січня 2025 року на офіційному сайті Бізнес-реєстру Нової Зеландії Companies Office з’явилася інформація про вихід Кріса Вілсона, одного із співзасновників і генерального директора зі складу компанії. Компанія не надала жодних публічних коментарів щодо цієї події.
Станом на 2018 рік до штату компанії входило близько 120 людей, на різних посадах.

## Ігри
| Назва                 | Рік          | Платформа                               |
| --------------------- | ------------ | --------------------------------------- |
| Path of Exile         | 2013         | Windows, Xbox One, PlayStation 4, macOS |
| Path of Exile: Mobile | В очікуванні | iOS, Android                            |
| Path of Exile 2       | В очікуванні | Windows, Xbox Series X/S, PlayStation 5 |